# Gleinalpe
Gleinalpe nebo Gleinalm je široký horský hřeben ve rakouském Štýrsku. Nachází se severozápadně od jeho hlavního města Štýrský Hradec (Graz). Zaujímá plochu asi 50 × 30 kilometrů mezi hornickými městy Leoben a Köflach stejně jako Frohnleitenem a Knittelfeldem a patří k Lavanttalským Alpám, případně k pohoří Štýrské Předalpí. Nejvyšší vrchol je Lenzmoarkogel s nadmořskou výškou 1991 metrů.

## Topografie

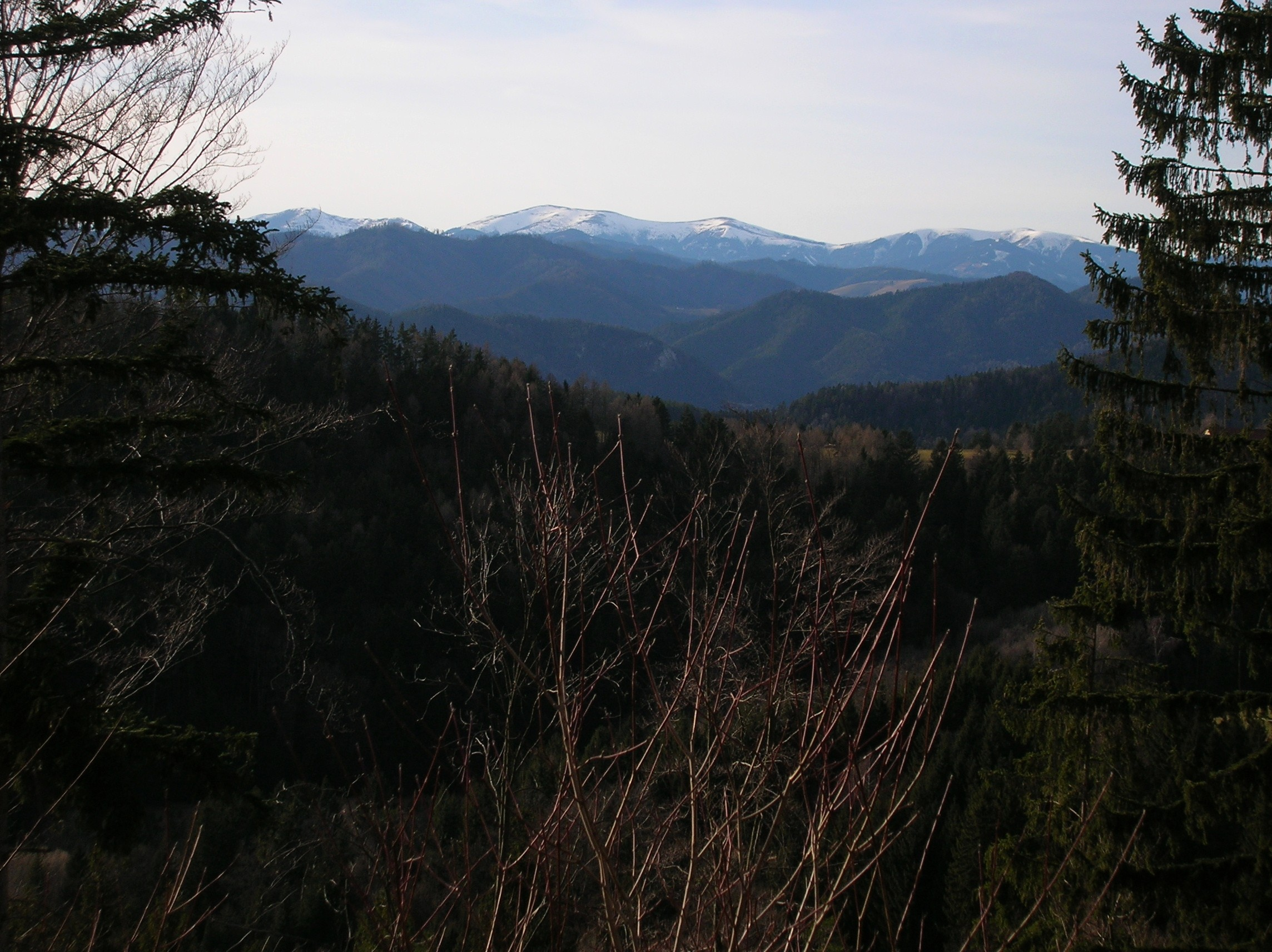
Východní strana, s úpatím Grazerské vrchoviny (od obce Rannach)

Gleinalpe jsou poměrně mírné velehory, kde asi 15 vrcholů má výšku 1700 - 2000 metrů.
Gleinalpe jsou vymezeny údolím řeky Mura od města Zeltweg až po začátek Grazské kotliny na severu a na východě, dále jsou odděleny od spojnice Gratkorn - Köflach na jihu a od průsmyku Gaberl na jihozápadě. Lesy a horské pastviny Gleinalpe se nachází v severovýchodní části, táhnou se od hřebene Hochalpe (Wetterkogel, 1643 m) - může to být vnímáno jako rozvětvení, s oddělovacím sedlem Sattel beim Almwirt (1170 m, Diebsweg ) jako hranice mezi dvěma úseky (R. 4 a R.4a krajinné úseky Štýrska).

Vymezení od pohoří Stubalpe na jihozápadě je považováno za problematické, obvykle se za hranici bere sedlo Gaberlpass (1547 m),
Taurus Cross (- v krajinné struktuře Štýrska pojmenovaná hloubnice Rachaugraben (1485 m) - Stierkreuz - Schrottgraben mezi Graden a Knittelfeldem (poblíž chaty Oskar-Schauer-Sattelhaus).  Rozdělení horských skupin po Trimmel, kde Stubaple a Gleinalpe pod č. 2780, poskytuje limit i pro Gleinalmsattel (1586 m) jižně od hory Speikkogels, mezi sídly Sankt Margarethen bei Knittelfeld a Übelbachem.
Stejně problematická je jižní hranice a stanovení místa, kde Gleinalpe přechází ve vysočinu Grazer Bergland, která tvoří podhůří Gleinalmu.
Části na hlavním hřebeni Gleinalpe se nazývají (od západu k východu):
- Turneralpe nad sedlem Gaberl až po Stierkreuz
- Terenbachalpe k místu Sattel poblíž chaty Zeißmannhütte
- Roßbachalpe až po sedlo Gleinalmsattel
- Speikkogel (1988 m) [5] - Lärchkogel (1894 m) - Zug u jako hlavní masiv až po sedlo Kreuzsattel  (1583 m)
- Lammalpe (Eiblkogl 1831 m) po sedlo Polstersattel (1505 m)
- Fensteralpe (1618 m) až po sedlo Almwirtsattel
- Hochalpe až po sedlo Eisenpass (1183 m)
- Angeralpe (Hochanger) až k řece Mura

## Historie a kultura

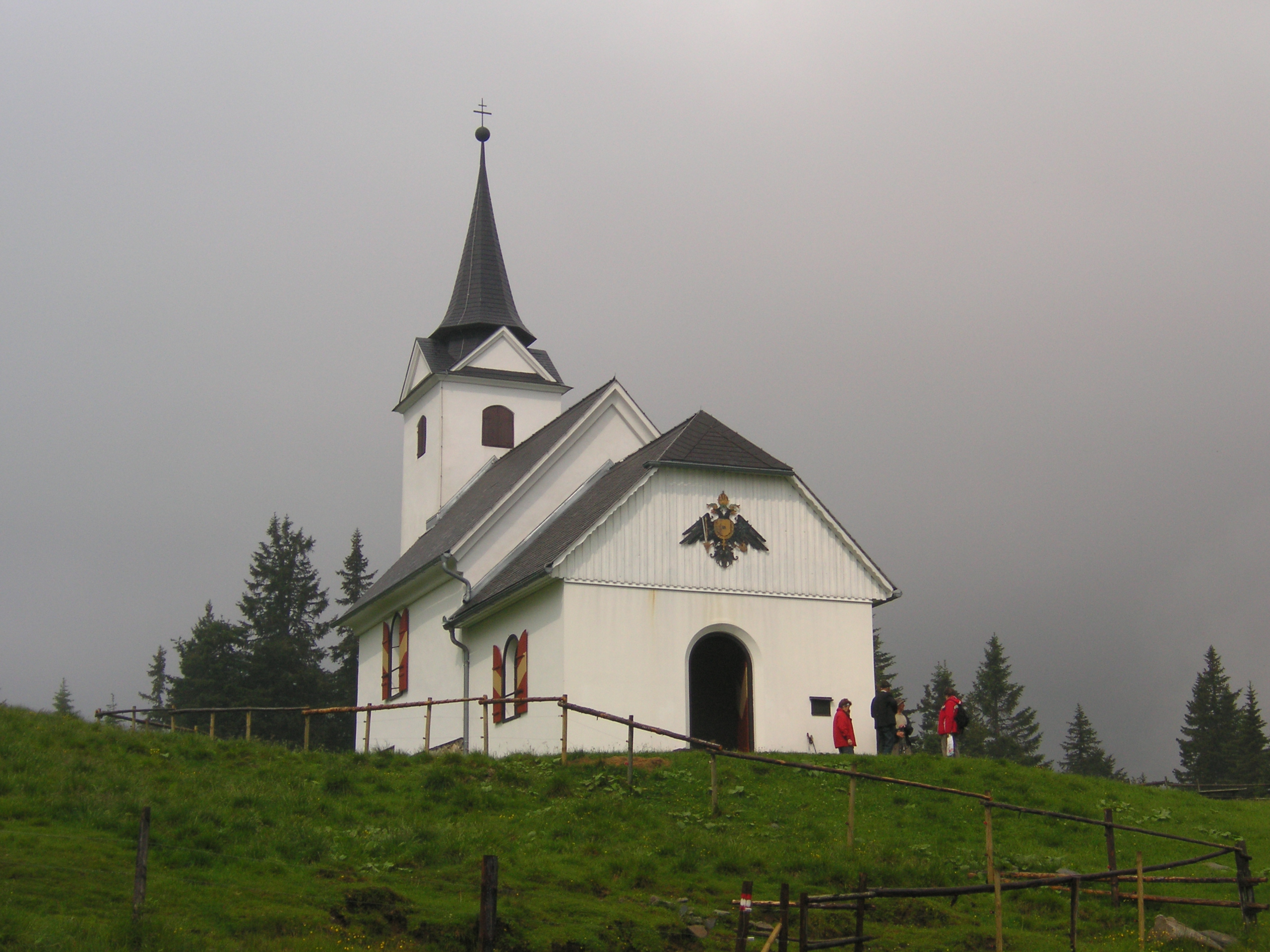
Kostel Maria Schnee na Gleinalpe stojící vedle chaty Gleinalm

Jméno pohoří pochází z raně slovinského slova Glina , což znamená „hlína, tedy v překladu „Hliněné Alpy“.
Horský masiv, po staletí jen odlehlá alpská oblast a náročná soumarská cesta s možností objetí údolím Mury přes Bruck a údolím Murdurchbruchstal, se stal známým Gleinalmským tunelem, který je součástí dálnice A9. Je více než 8 km dlouhý a zrychlil dálniční spojení z Horního Rakouska do Graz eventuálně mezi severní Evropou a horním Jadranem.
V oblasti Gleinalmschutzhaus, Rossbach Kogel a Brendlstall jsou letní pastviny lipicánů, proto nesou jihozápadní části pohoří Gleinalpe moderní turistické označení Lipizzanerheimat (Domov Lipicánů). V sedle Gleinalmsattel, u chaty Gleinalm, stojí malý poutní kostel Maria Schnee, kde se v létě, v době mariánských svátků, konají poutě, za které je zodpovědná farnost v Übelbachu.

## Cestovní ruch

### Trasy a túry
Oblast Gleinalp je zpřístupněna řadou turistických stezek,, je zde ale jen několik horských chat, které slouží jako základny pro turisty. V řadě hlubokých údolích směrem od řeky Mur byly vybudovány silnice, které jsou sjízdné a přístupné pro veřejnost. Hlavně jihovýchodní část pohoří, mezi městy Štýrský Hradec a Köflach, je turisticky vyhledávanou oblastí. Existují také tzv. žertovná Grazerská třitisícovka (Pleschkogel 1061 m , Heiggerkogel 1098 m a Mühlbacherkogel 1050 m), které lze projít v rámci jednodenního výletu a které mají dohromady výšku 3209 m.
Přes hory vedou dvě rakouské dálkové pěší trasy:
- Severojižní dálková pěší trasa (Cesta 05)
- Zentralalpenweg (Cesta 02)

Vzhledem k velké vzdálenosti mezi chatami nebo vesnicemi v údolí se musí naplánovat některé velmi únavné denní etapy.

### Chaty

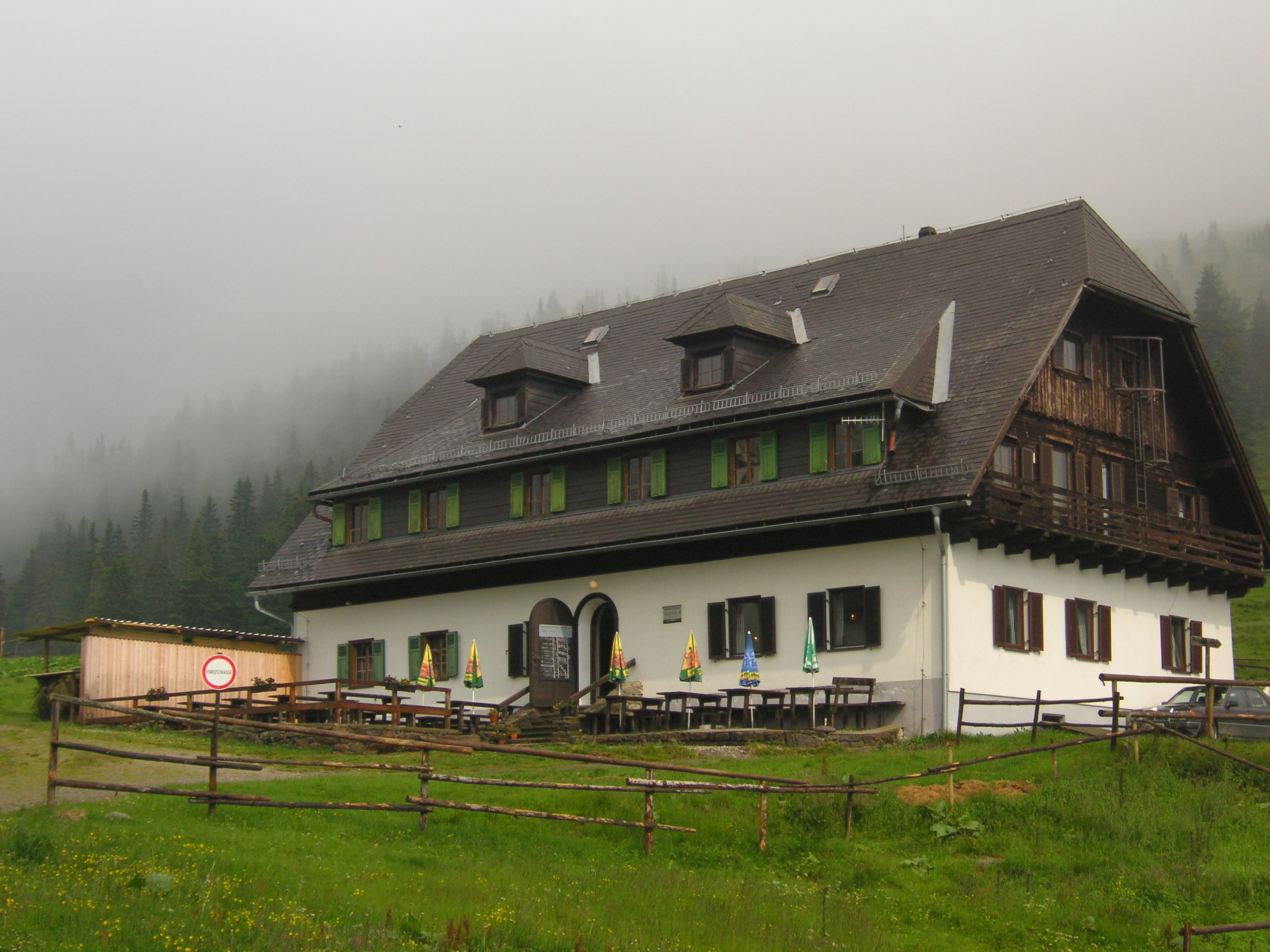
Chata Gleinalm

- Hochangerschutzhaus (1304 m): na vrcholu hřebenu Hochanger v severovýchodní části pohoří
- Mugelschutzhaus (dříve Hans-Prosl-Haus) (1630 m): na kopci Mugel na severu
- přístřešek Carl-Hermann-Notunterkunft (1420 m): jihovýchodně od Fensteralm, neobhospodařovaný, přístupný s klíčem Alpského klubu
- Gasthof Gleinalm (1586 m): leží v sedle Gleinalmsattel, asi 400 metrů pod vrcholem Speikkogels.[5] V zimě je vytopitelný přístřešek přístupný ve vedlejší budově.
- Oskar Chill Sattelhaus (1394 m): nachází se západně od Stierkreuz, těsně pod hlavním hřebenem
- Steinplanhütte (1670m ): na kopci Steinplan, který tvoří západní stranu pohoří